# Liste der Biografien/Vaa
Liste der Biografien |
Portal Biografien |
Personensuche
# |
A |
B |
C |
D |
E |
F |
G |
H |
I |
J |
K |
L |
M |
N |
O |
P |
Q |
R |
S |
T |
U |
V |
W |
X |
Y |
Z |
?
 
Va |
Vd |
Ve |
Vh |
Vi |
Vj |
Vl |
Vn |
Vo |
Vr |
Vs |
Vt |
Vu |
Vy
 
Vaa |
Vab |
Vac |
Vad |
Vae |
Vaf |
Vag |
Vah |
Vai |
Vaj |
Vak |
Val |
Vam |
Van |
Vap |
Vaq |
Var |
Vas |
Vat |
Vau |
Vav |
Vaw |
Vax |
Vay |
Vaz
Die Liste der Biografien führt alle Personen auf, die in der deutschsprachigen Wikipedia einen Artikel haben. Dieses ist eine Teilliste mit 39 Einträgen von Personen, deren Namen mit den Buchstaben „Vaa“ beginnt.

## Vaa
- Vaa, Aslaug (1889–1965), norwegische Schriftstellerin
- Vaa, Dyre (1903–1980), norwegischer Bildhauer, Maler und Zeichner

### Vaag
- Vaage, Knut (* 1961), norwegischer Komponist

### Vaah
- Vaahsen, Franz (1881–1944), deutscher Pfarrer

### Vaai
- Vaʻai, Asiata Saleʻimoa (1945–2010), samoanischer Politiker und Rechtsanwalt

### Vaal
- Vaal, Erica (1927–2013), österreichische Moderatorin und Schauspielerin
- Vaaler, Johan (1866–1910), norwegischer Erfinder der Büroklammer

### Vaan
- Vaan, Laura de (* 1980), niederländische Handbikerin
- Väänänen, Eppu (* 1988), finnischer Biathlet
- Väänänen, Iivar (1887–1959), finnischer Sportschütze
- Väänänen, Jesse (* 1984), finnischer Skilangläufer
- Väänänen, Jussi, finnischer Tänzer und Choreograf
- Väänänen, Kari (* 1953), finnischer Schauspieler
- Väänänen, Ossi (* 1980), finnischer Eishockeyspieler
- Väänänen, Tatu (* 1983), finnischer Unihockeyspieler
- Väänänen, Veikko (1905–1997), finnischer Latinist und Romanist
- Vaandrager, Willemien (* 1957), niederländische Ruderin

### Vaar
- Vaara, Eero (* 1968), finnischer Organisationsforscher
- Vaarakallio, Petra (* 1975), finnische Eishockeyspielerin
- Väärälä, Esther (* 1985), österreichische Eishockeyspielerin
- Vaarandi, Anton (1901–1979), estnischer Literaturwissenschaftler und Publizist
- Vaarandi, Debora (1916–2007), estnische Lyrikerin
- Vaart, Aad van der (* 1959), niederländischer Stochastiker
- Vaart, Damián van der (* 2006), niederländischer Fußballspieler
- Vaart, Macha van der (* 1972), niederländische Hockeyspielerin
- Vaart, Rafael van der (* 1983), niederländischer FußballspielerRafael van der Vaart (* 1983)

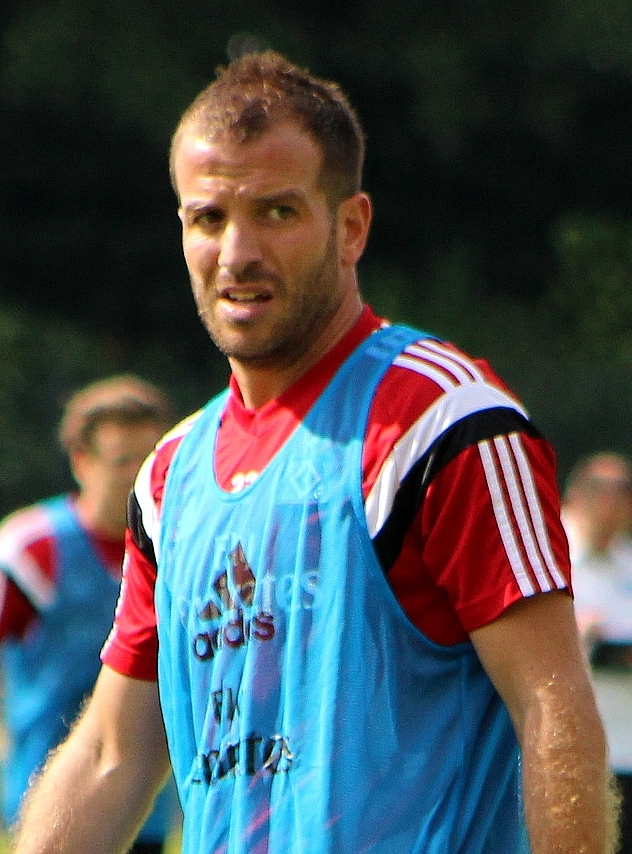
Rafael van der Vaart (* 1983)

- Vaarten, Michel (* 1957), belgischer Radrennfahrer

### Vaas
- Vaas, Kurt (1929–2010), deutscher Fußballspieler
- Vaas, Rüdiger (* 1966), deutscher Wissenschaftsjournalist
- Vaas, Thorsten (* 1985), deutscher Journalist
- Vaask, Tarmo (* 1967), estnischer Chordirektor und Dirigent
- Vaast, Charles (1907–1989), französischer Radrennfahrer
- Vaast, Ernest (1922–2011), französischer Fußballspieler
- Vaast, Kauli (* 2002), französischer Surfer

### Vaat
- Väätäinen, Janne (* 1975), finnischer Skispringer und Trainer
- Väätäinen, Juha (* 1941), finnischer Leichtathlet und Politiker, Mitglied des Reichstags
- Vaate, Heleen bij de (* 1974), niederländische Triathletin
- Vaattovaara, Sulo (* 1962), schwedischer Fußballspieler und -trainer
- Vaatz, Arnold (* 1955), deutscher Politiker (CDU), MdL, MdB